# Beckomberga sjukhus
Beckomberga sjukhus i Beckomberga i västra Stockholm var ett tidigare mentalsjukhus med 2 000 patienter. I mitten av 1900-talet var sjukhuset ett av Europas – och Sveriges genom tiderna största – mentalsjukhus. Beckomberga sjukhus var Sveriges största mentalsjukhus och det var i bruk åren 1932–1995. När Stockholms läns landsting, som en del av psykiatrireformen, beslöt att lägga ned sjukhuset år 1995, fanns det cirka 250 vårdplatser kvar.
Sjukhuset, med sammanlagt ett tjugotal olika byggnader, bestod av flera olika vårdpaviljonger för olika patientgrupper, samt byggnader för administration, personalbostäder, verkstad, kök, gymnastikhall, gravkapell och andra utrymmen. Många hus inom Beckomberga sjukhusområde har efter nedläggningen 1995 byggts om till bostäder.

## Historia

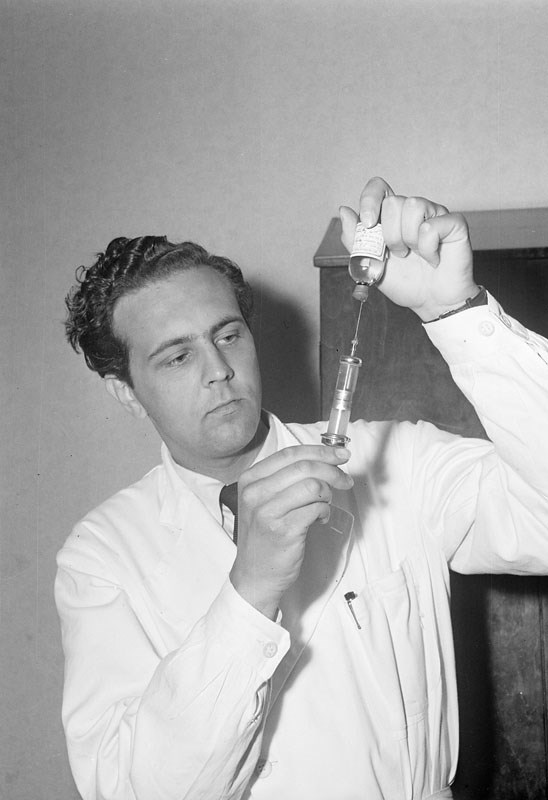
Beckomberga Sjukhus. En av nattbröderna förbereder en spruta inför ronden.

Vid sekelskiftet 1900 var det brist på platser för sinnessjuka i Stockholm och det var då under denna tid som planerandet för Beckomberga sjukhus började. När sjukhuset öppnade 1933 kunde Katarina sinnessjukhus och dess filialer lägga ner, vilket var det som tidigare hade varit stadens stora sjukhus för människor med psykiska sjukdomar.
Sjukhuset började planeras i slutet av 1920-talet. Stadsfullmäktige fattade ett första beslut om bygget i juni 1928. Därefter förändrades planerna ett par gånger, först med ett beslut i juni 1929 och därefter i juni 1931 då det beslutades att sjukhuset skulle få sammanlagt 1 604 vårdplatser. Bygget påbörjades under hösten 1929. Sjukhuset ritades av arkitekten Carl Westman, som även stod bakom flera andra av den tidens stora sjukhusbyggnader. De första delarna, med sammanlagt 1 156 vårdplatser, stod klara för inflyttning den 1 oktober 1932. År 1935 stod hela sjukhuset klart. Sammanlagt hade det då kostat 17 328 000 kronor. Sjukhusets byggnadskommitté skriver i en rapport som gavs ut när sjukhuset var färdigt att "tillkomsten av Beckomberga sjukhus bildar en epok så till vida, som Stockholm därmed för första gången fått sin kommunala sinnessjukvård ordnad på ett tillfredsställande sätt. Vid Beckomberga och Långbro sjukhus disponerar staden nu 2 444 modernt utrustade vårdplatser för sinnessjuka".
Mellan åren 1932 och 1938 var det totalt 4 733 människor som intogs på sjukhuset, en eller flera gånger, varav 2 530 var kvinnor och 2 203 var män. Patienterna som lades in var mellan åldrarna 6-95 år. Sammanlagt var det 5 366 intagningar. Första kvinnan som lades in på sjukhuset var 54 år gammal och hade lidit av insania luetica under 15 år, kvinnan var inskriven under tvångsvård och hon behandlades på sjukhuset ända fram till sin död år 1940. Första mannen som skrevs in på sjukhuset var 44 år gammal och var diagnostiserad med psychosis ex intoxication alkohol, hallucinos och demens. Mannen hade varit sjuk i tio år och så som kvinnan var mannen inskriven under tvångsvård.
Beckomberga sjukhus använde en mängd olika metoder för att behandla sjukhusets patienter som lobotomi, insulinkomabehandling och ECT-behandling.  Beckomberga sjukhus började utföra lobotomi i oktober 1944, samma år som lobotomi introducerades i Sverige.

## Patienter
Nelly Sachs är en av många som var inlagda på Beckomberga sjukhus. Hon var en tysk-judisk författare bosatt i Sverige, och blev 1960 inlagd på Beckomberga sjukhus då hon led av paranoia och inte var i stånd att ta hand om sig själv. Till skillnad från många andra av de skräckberättelser kring Beckomberga sjukhus så trivdes Sachs, och vistelsen tvingade henne inte till att sluta skriva utan 1966 blev hon belönad för sina verk med nobelpriset i litteratur.
En annan känd person som behandlades på sjukhuset var konstnären Sigrid Hjertén. Hennes vistelse på sjukhuset är dock mörkare än Sachs, då hon avled i samband med lobotomi på Beckomberga sjukhus år 1948.

## Nutid

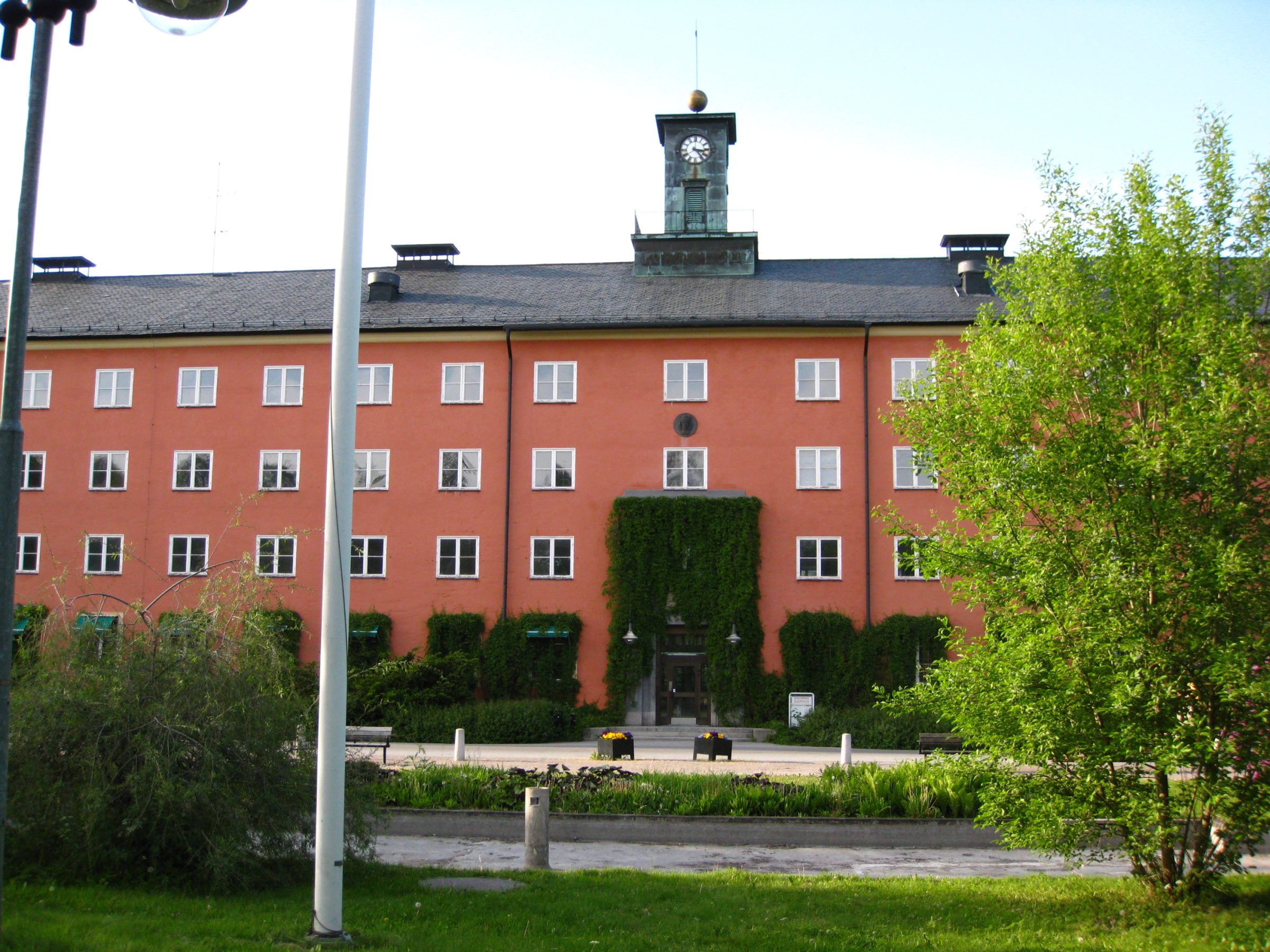
Huvudbyggnaden.

Flera av de gamla sjukhusbyggnaderna har stått tomma sedan sjukhusverksamheten lades ner. På området fanns dock en liten del psykiatrisk vård kvar fram till 2008, i form av öppenvårdsmottagning samt två slutenvårdsavdelningar med psykosvård. Dessa flyttades då till Sankt Görans sjukhus. Området kallas emellertid fortfarande för "Beckomberga sjukhus". Delar av sjukhusparken har omvandlats till bostäder och vissa av vårdbyggnaderna används som lokaler till friskolan Raoul Wallenbergskolan.
Byggnad 06, belägen mittemot förskolan på Beckombergavägen, har under 2011 renoverats från grunden och är ett modernt vård- och omsorgsboende som drivs av Vardaga. Ombyggnationen nominerades till Stockholms Byggmästarförenings ROT-pris för 2012, som man vann i kampen med 5 andra nominerade bidrag.
De äldre sjukhusbyggnaderna förvärvades 2008 av Riksbyggen från fastighetsförvaltaren Locum för att byggas om till bostäder. De gamla byggnaderna kommer att kompletteras med nya bostadsbyggnader på området. Totalt produceras cirka 350 bostäder. 42 av lägenheterna som byggs är seniorbostäder och i byggnaden som kallas Klockhuset byggs 77 temporära studentlägenheter som kommer att vara klara för inflyttning[uppföljning saknas] under hösten 2014. De gamla sjukhusbyggnaderna har ritats om av Rits Arkitekter och de nya byggnaderna på sjukhusområdet ritas av White arkitekter på uppdrag av Riksbyggen.
Dokumentärfotografen Johan Fredin-Knutzén har anlitats för att dokumentera ombyggnationen. Bilderna har publicerats i bokform samt visats upp på en utställning på Stadsmuseet under hösten 2014.

### Bromma sjukhus
Numera har den del av Beckomberga sjukhus som tillkom på 1970-talet och kallades Medicinskt Centrum, bytt namn till Bromma sjukhus och inhyser annan sjukvård, främst geriatrik som bedrivs av Stockholms sjukhem.

## Beckomberga sjukhus i böcker och film
I Sara Stridsberg bok Beckomberga: ode till min familj (2014) utspelar sig stora delar av bokens handling i Beckomberga sjukhus där författaren själv tillbringade släktvisiter som ung. Boken nominerades till Augustpriset 2014 och boken har även gjorts om till pjäs på Dramaten (2015) där pjäsen heter Beckomberga.
I likhet med Sara Stridsberg har även Barbro Lindgren i Stora Sparvel (1977) skildrat intagna på Beckomberga ur ett barns perspektiv och baserat det på självupplevda erfarenheter.
I Tove Alsterdals bok Vänd dig inte om (2016) utspelar sig bokens handling i ett modernt Beckomberga där sjukhuset har byggts om till bostäder.
I Ulf Larssons satiriska roman Universitetet, Campus Beckomberga (2016) har en del av Stockholms universitet utlokaliserats till det nedlagda Beckomberga (till den före detta akutvårdsbyggnaden Medicinskt Centrum). Romanen utspelar sig under 2009, och skildrar även en av karaktärernas tidigare upplevelser som tvångsintagen på sjukhuset. 
I  dokumentärfilmen Sigrid & Isaac (2005) som handlar om konstnärsparet Isaac Grünewald och Sigrid Hjertén slutar det med att Hjertén blir intagen på Beckomberga sjukhus på grund av en sinnessjukdom, hon dör sedan även på sjukhuset på grund av en misslyckad lobotomioperation år 1948.
Beckomberga sjukhus och överläkaren Harald Rabe förekommer i SVT:s serie "En kunglig affär" julen 2021 om Kurt Haijby och kung Gustaf V.
I Sparvel-trilogin av Barbro Lindgren förekommer även Beckomberga sjukhus flera gånger.